# Triplophysa laterimaculata
Triplophysa laterimaculata és una espècie de peix de la família dels balitòrids i de l'ordre dels cipriniformes.

## Descripció
- Cos comprimit posteriorment i sense escates.
- Llavis gruixuts. La vora anterior del llavi inferior cobreix el marge anterior de la mandíbula inferior.
- L'origen de l'aleta dorsal es troba més a prop de la base de l'aleta caudal que de la punta del musell.
- La inserció de l'aleta pelviana és per sota dels radis ramificats núms. 2 i 3 de l'aleta dorsal.
- Origen de l'aleta caudal lleugerament dentat.
- Línia lateral completa.[2]

## Hàbitat i distribució geogràfica
És un peix d'aigua dolça, bentopelàgic i de clima temperat, el qual es troba a la conca del riu Tarim (a la Xina).